# Franz Xaver Stöber

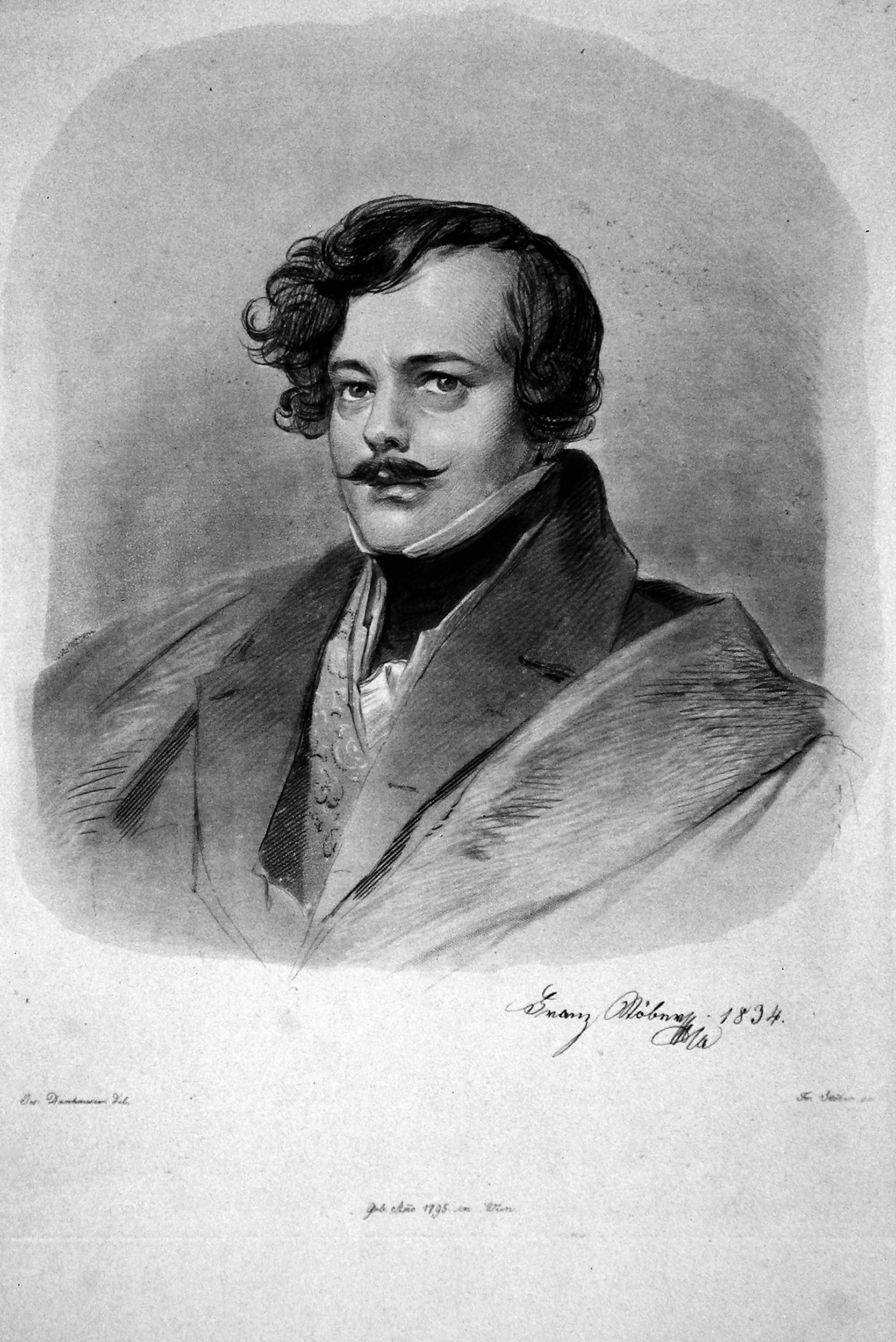
Franz Xaver Stöber, Selbstporträt, 1834

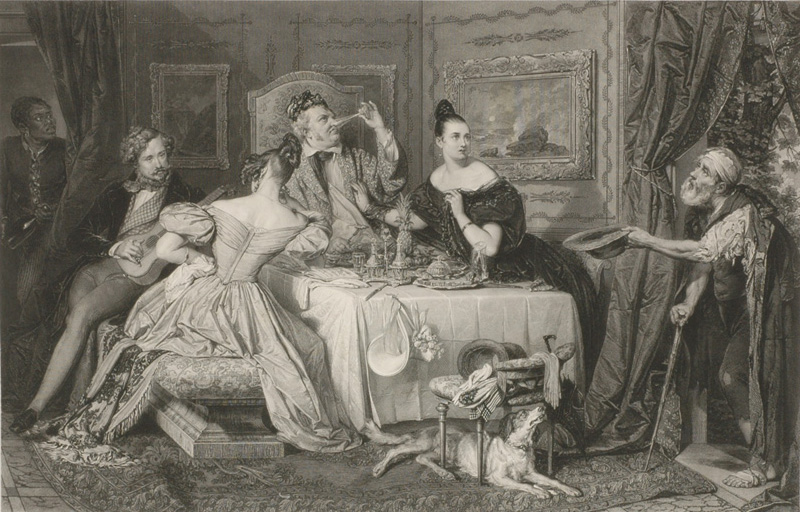
„Der Prasser“ nach Joseph Danhauser

Franz Xaver Stöber (* 20. Februar 1795 in Wien; † 11. April 1858 ebenda) war ein österreichischer Kupferstecher, Stahlstecher und Radierer.

## Leben
Die erste Ausbildung erhielt er von seinem Vater Joseph Stöber, der ebenfalls Kupferstecher war, dann besuchte er mit großem Erfolg die Wiener Akademie. 1815 erregte er mit eigenen Kupferstichen mit mythologischen Szenen die Aufmerksamkeit der Öffentlichkeit. 1829 erhielt er ein Privileg für den Stahlstich, der gegenüber dem Kupferstich wesentlich höhere Auflagen erlaubte. Auch mit dem Farbdruck von Kupfer und Stahlplatten beschäftigte er sich. 1835 wurde er Mitglied der Wiener Akademie, 1842 Hofkammer-Kupferstecher, ab 1844 Lehrer für Kupferstich an der Akademie. Stöber war mehrere Jahre Kommandant des Wiener Akademischen Korps und Direktor des Wiener Künstler-Pensions-Instituts.
Sein Werk wird auf 2.500 Blätter geschätzt. Neben Porträts (z. B. Franz Grillparzer, Joseph von Hammer-Purgstall, Ignaz Franz Castelli) und großformatigen Blättern für die Jahresgabe des Kunstvereins hinterließ er eine Fülle von Vignetten, Titelkupfern und Almanachbildern. Er arbeitete nach Vorlagen seines Schwagers Johann Ender, nach Josef Danhauser, Matthäus Loder und anderen.
Gemeinsam mit seinem Schwager schuf er kleinformatige Almanach- und Taschenbuchillustrationen mit idealistischen Frauendarstellungen, die häufig als Vorlagen für die Porzellanmalerei auf Pfeifenköpfen und Tassen dienten.
Stöber besaß eine wertvolle Sammlung von über 500 Dosen, die alle mit einem Original eines Künstlers geschmückt waren.
Im Jahr 1877 wurde in Wien-Margareten (5. Bezirk) die Stöbergasse nach ihm benannt.